# Sophie Chang
Sophie Chang (nació el 28 de mayo de 1997) es una tenista profesional estadounidense.
Chang tiene un ranking de individuales WTA más alto de su carrera, n.º 217, logrado el 9 de enero de 2023. También tiene un ranking WTA más alto de su carrera, n.º 59 en dobles, logrado el 26 de septiembre de 2022.
Al 2 de noviembre de 2024 se encuentra en el puesto 236° del Ranking WTA.
Ganó el Future de EE. UU. 31A el 21 de julio de 2024 a M. Stoiana (EE. UU.) 4-6 7-6 6-3.

## Títulos WTA (1; 0+1)

### Dobles (1)
| Leyenda              |
| Grand Slam (0)       |
| Juegos Olímpicos (0) |
| WTA Finals (0)       |
| WTA 1000 (0)         |
| WTA 500 (0)          |
| WTA 250 (1)          |

| N.º | Fecha               | Torneo   | Superficie    | Pareja         | Oponentes en la final     | Resultado        |
| --- | ------------------- | -------- | ------------- | -------------- | ------------------------- | ---------------- |
| 1.  | 24 de julio de 2022 | Hamburgo | Tierra batida | Angela Kulikov | Miyu Kato Aldila Sutjiadi | 6-3, 4-6, [10-6] |